# Ceciliacrypte

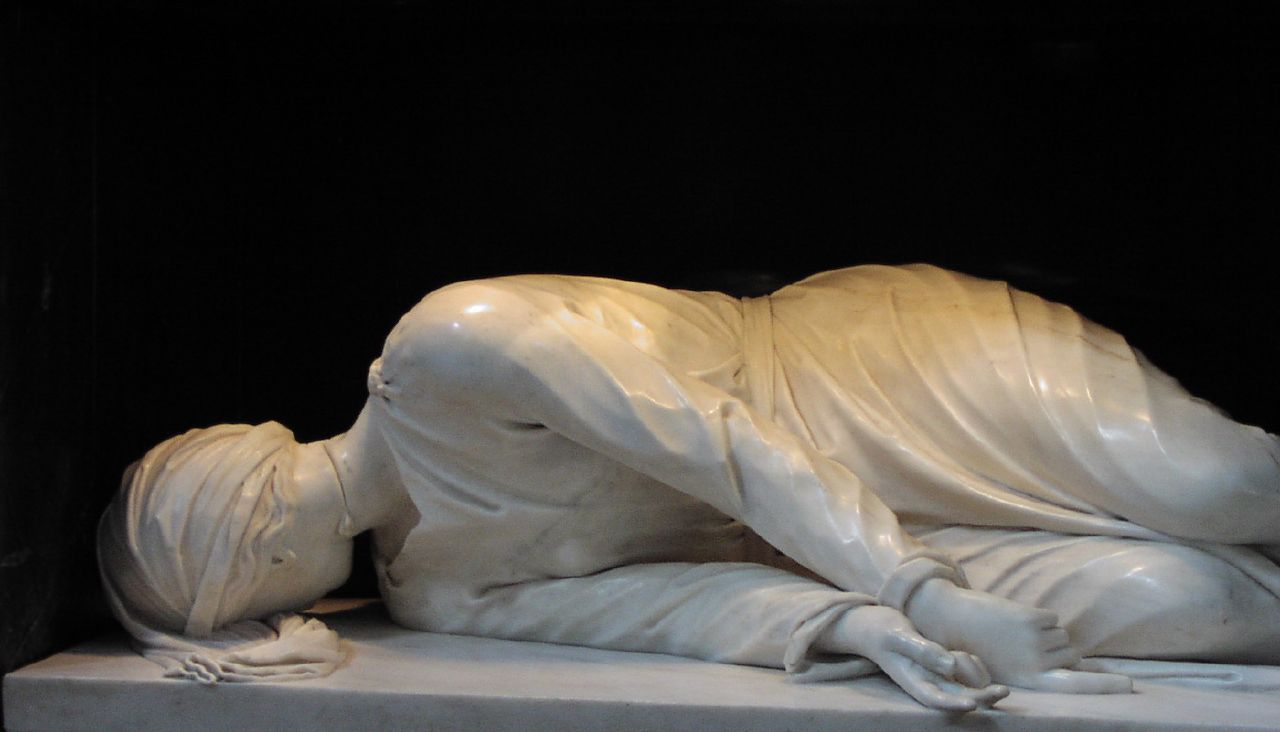
Het bekende beeld van Cecilia van Maderno in de basiliek

De Ceciliacrypte (Italiaans: Cripta di Santa Cecilia) is een crypte in de Catacomben van Rome in Italië. De crypte is onderdeel van de Catacombe van Sint-Calixtus en ligt ten zuiden van het oude stadscentrum van Rome nabij de Via Appia.
De crypte is vernoemd naar de heilige Cecilia.

## Geschiedenis
Na haar dood werd Cecilia in een sarcofaag in de Ceciliacrypte geplaatst. In 821 werd het lichaam van Cecilia door Paus Paschalis I verplaatst naar de Basiliek van Santa Cecilia in Trastevere.
In 1599 werd het lichaam van Cecilia onderzocht. De beeldhouwer Stefano Maderno maakte van hoe hij haar aantrof een marmeren liggend standbeeld. Dit beeld werd in de basiliek geplaatst, terwijl in de crypte een replica van dat beeld geplaatst is.

## Bouwwerk
De crypte heeft een onregelmatig plattegrond met in het plafond een lichtschacht. In een van de wanden bevindt zich een grote nis waar vroeger de sarcofaag van Cecilia gestaan heeft. Hier bevindt zich een replica van het beeld. Het beeld kenmerkt zich door een zwaardsnede in de nek, dat ze met haar rechterhand drie vingers opsteekt dat symbool staat voor de Drie-eenheid en dat ze met haar linkerhand één vinger opsteekt dat symbool staat voor dat er maar één God is.
De crypte werd verder gedecoreerd met mozaïeken en schilderingen, waarvan een aantal nog resteren:
- Een afbeelding van Cecilia
- Een afbeelding van Jezus de Pantocrator
- Een afbeelding van Paus Urbanus I
- Onder de lichtschacht een kruis tussen twee schapen
- Onder het kruis een afbeelding van de heiligen Policamus, Sabastianus en Curinus

Vanuit de Pauscrypte die vlak achter de Ceciliacrypte ligt is er een smalle doorgang naar de Ceciliacrypte.